# Pávík australasijský
Pávík australasijský (Rhipidura rufifrons) je druh ptáka z rodu pávíků, čeledi pávíkovitých. Jedná se o malého pěvce, který je známý, stejně jako všechny ostatní druhy ze stejného rodu, pro vějířovitý ocas. Obývá Austrálii, Indonésii, Novou Guineu a Šalomounovy ostrovy. Vyhledávají deštné lesy a jiné vlhké až bažinné oblasti. Ačkoliv jejich populace klesá, dle IUCN je druh vyhodnocen jako málo dotčený (LC).
Druh pávík australasijský má velké množství poddruhů, přesto není jeho taxonomie zcela prozkoumána a o možných dalších poddruzích se spekuluje. Tohoto ptáka lze jednoduše rozeznat od ostatních pávíků, jelikož peří na jeho ocase je oranžovo-hnědo-červené a podobnou kombinaci barev žádný jiný druh pávíka nemá.
Pávík australasijský je stěhovavý pták a před obdobím hnízdění (na jaře) se všichni ptáci stěhují do jihovýchodní Austrálie, na podzim se pak přesouvají více na sever. Živí se hmyzem.

## Taxonomie
Druh pávík australasijských byl poprvé popsán Johnem Lathamem v jeho díle Index Ornithologicus roku 1801. Latham druh pojmenoval odborným názvem Muscicapa ruffifrons. Nicméně, později pávíka Vigors a Horsfield přesunuli do rodu Rhipidura. Rodový název se skládá z řeckých slov ρϊπός, vějíř, a οὐρά, tedy ocas. V současné době je jeho taxonomické zařazení a příbuznost s dalšími druhy sporné. Avšak nejbližším příbuzným je, vedle pávíka celebeského, novobritského a proměnlivého, druh Rhipidura dryas. Blízkým příbuzným pávíka australasijského je i pávík rezavohřbetý.
Běžně je uváděno až 18 poddruhů, které se liší především zeměpisným rozšířením. Jedná se o následující poddruhy:
- R. r. agilis
- R. r. brunnea
- R. r. commoda
- R. r. granti
- R. r. intermedia
- R. r. kuperi
- R. r. louisiadensis
- R. r. mariae
- R. r. melanolaema
- R. r. rufifrons
- R. r. rufofronta
- R. r. russata
- R. r. saipanensis
- R. r. torrida
- R. r. ugiensis
- R. r. uraniae
- R. r. utupuae
- R. r. versicolor

Co se vývoje týče, pak lze z provedených studií vyvodit, že předci dnešních pávíků australasijských pocházeli z Papuy Nové Guiney.

## Výskyt
Druh pávík australasijský má mnoho poddruhů, které se liší především zeměpisným rozšířením, ale také je lze odlišit podle vzhledu. Obecně se dá říct, že tento druh obývá části Austrálie, jihovýchodní Asii a Tichomoří. Například poddruh R. f. brunnea obývá pouze ostrov Malaita, R. f. granti zase centrální Šalomounovy ostrovy a R. f. intermedia východní Queensland. Malý ostrov Owaraha obývá poddruh R. f. kuperi a ostrov Saipan zase poddruh R. f. saipanensis.
Pávíci australasijští vyhledávají vlhké a husté porosty, obzvláště často je možné je najít v mangrovových nebo eukalyptových porostech. Žijí i v deštných lesích, obzvláště pak v blízkosti řek a bažin. Bližší určení preferovaného stanoviště ztěžuje velký počet poddruhů, jelikož každý ostrov nabízí jiné podmínky a každý poddruh tak vyhledává jiná místa. Během dne se pohybují spíše v menších výškách do 6 m nad zemí.

## Popis a chování

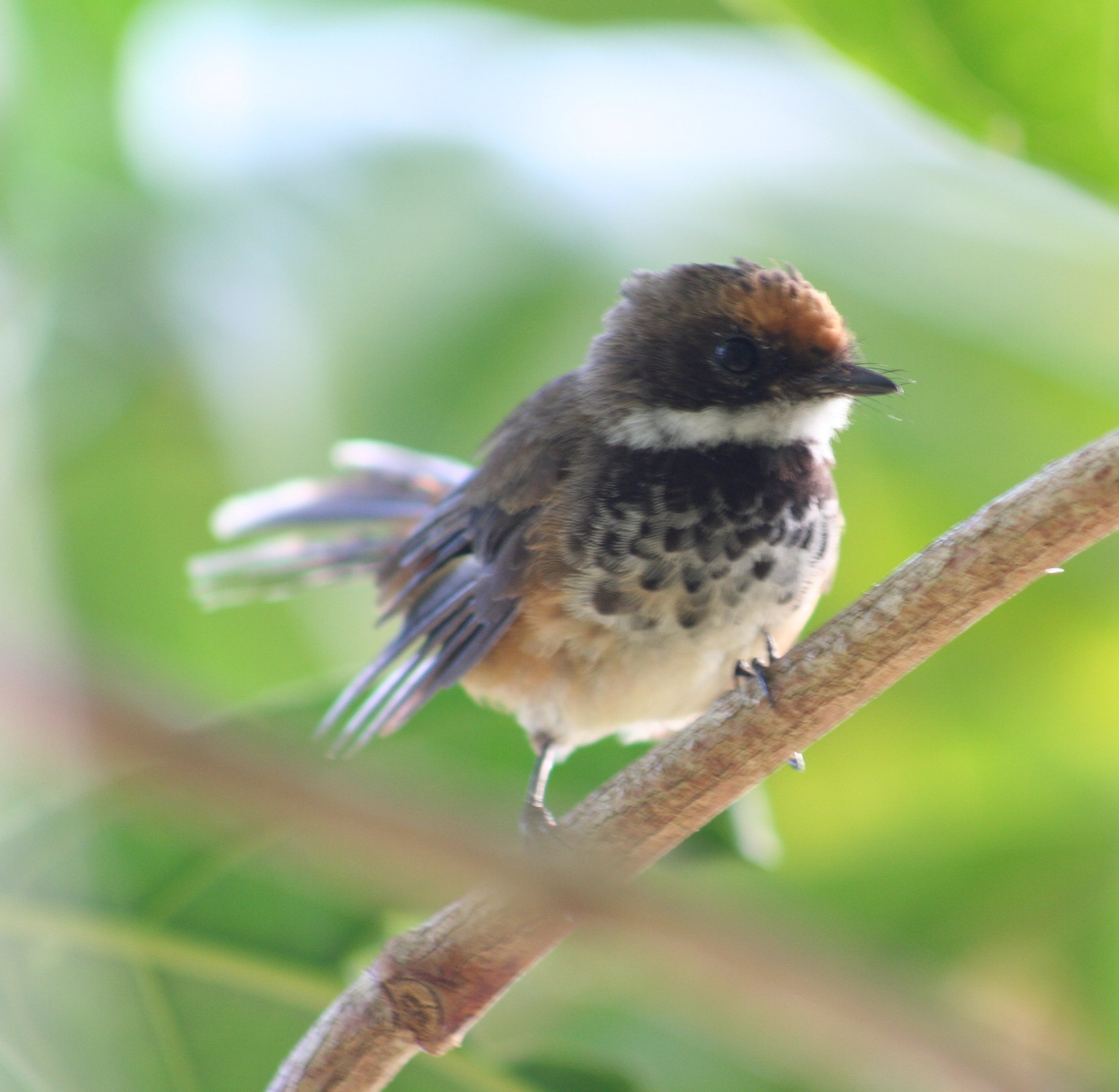
Poddruh Rhipidura rufifrons saipanensis

Dospělí pávíci australasijští jsou středně velcí ptáci; délka jejich těla se pohybuje od 14,5 cm do 18,5 cm, průměrně okolo 15 cm. Rozpětí křídel je 18 cm až 22,5 cm a váha zhruba 10 g. U druhu není patrný pohlavní dimorfismus: pohlaví nelze na pohled rozlišit. Nicméně, samičky jsou většinou menší než samečci.
Čelo červenohnědé, nadočnicový oblouk bílý a temeno hlavy až po krk je olivově hnědého až červenohnědého zbarvení. Hrdlo je, alespoň u většiny poddruhů, bílé. Ocasní pera jsou u kořene tmavá a směrem ke špičce se barva zesvětluje, běžně až do bílé barvy. Zobák a nohy jsou hnědé. Zbarvení se v průběhu roku nemění a zůstává tedy stejné i v době hnízdění, kdy se jiné druhy ptáků odívají do svatebního šatu. Mladí jedinci mají světlejší hřbet a hnědý ocas i dolní partie. Pávíkům australasijským se podobají například zástupci druhu Rhipidura albiscapa.
Pávíci australasijští jsou monogamní. Páry si hnízdo staví na vlhkých místech, o konečném umístění hnízda většinou rozhoduje samička. Tvar hnízda by se dal přirovnat ke sklenici na víno a je vyrobeno z proužků trávy, mechu a dalších přírodních materiálů. Do něj pak samička snese tři až čtyři vejce krémové barvy. O mladé se následně starají střídavě oba rodiče. Čtyři až pět týdnů od vylíhnutí opouští ptáčata hnízdo.
Živí se hmyzem. Běžně loví sami, ale často vytvářejí i malé skupinky, ve kterých loví. V těchto skupinách mohou být i jiné druhy ptáků, například druh Symposiachrus trivirgatus, pištec pralesní, střízlíkovec velkozobý, nebo medosavka zelenohřbetá. Během lovu jsou nepřetržitě v pohybu a zastavují jen na krátké přestávky.
Tento druh je stěhovavý. Pravidelně přesidlují každý rok a většinou je i jejich trasa stejná, jako předcházející rok. Na jaře přilétají do jihovýchodní Austrálie, na podzim se pak přesouvají více na sever. Pávíci australasijští nemají přirozeného predátora, avšak mnoho mláďat bývá zahubeno flétňákem stračím.